# Roro (ethnie)
Pour les articles homonymes, voir Roro.
Les Roros sont un peuple de Papouasie-Nouvelle-Guinée parlant le Roro, langue proche du Mékéo.

## Description
Les Roros sont installés sur la cote sud-est de la Nouvelle-Guinée et sur l'île Yule. Leurs tatouages sont décrits par Jacques et Paule Villeminot dans leur ouvrage sur la Nouvelle-Guinée : « Les femmes Roro de Yule Island, par exemple, ont le corps et le visage entièrement décorés de dessins indélébiles ». Leur art est encore assez peu connu : « L'art de cette région est jusqu'à présent peu connu, et seuls de rares spécimens ont été étudiés ».

## Histoire
Leur village principal est Pinupaka au XIXe siècle lorsque le Père Henri Verjus y débarque avec le Père Couppé et le frère Salvatore le 14 septembre 1886. Le lieu est pratiquement abandonné de nos jours.